# Erector spinae

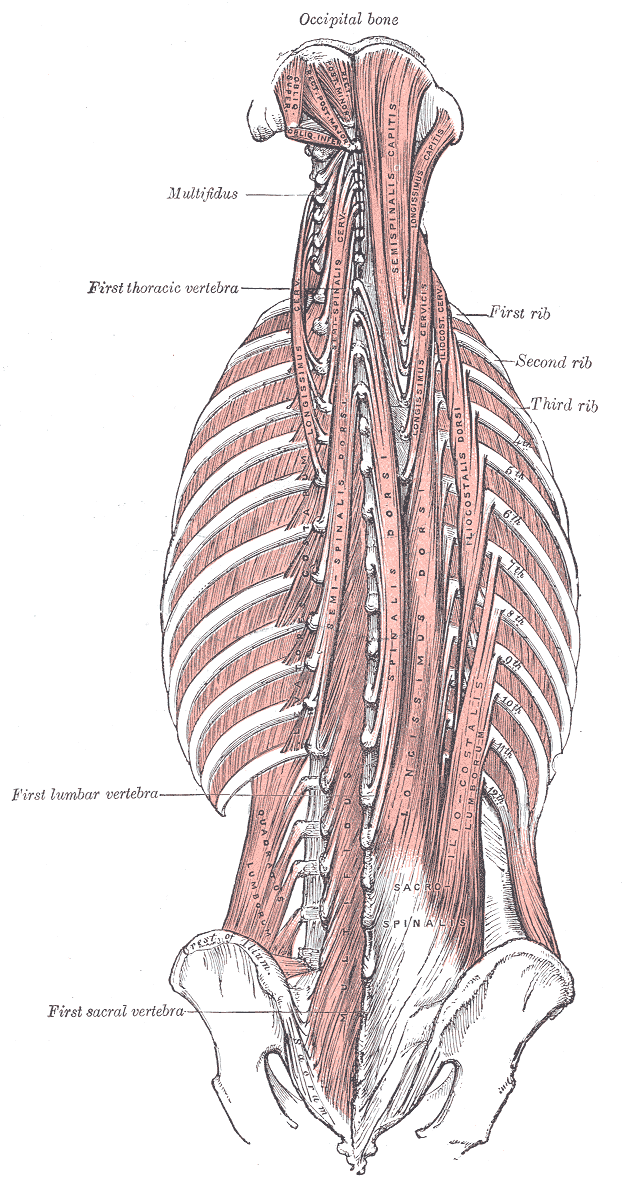
De djupa musklerna i ryggen. Erector spinae synlig vid botten, högra sidan.

Erector Spinae är den raka ryggmuskeln. Dess funktion är att föra höftpartiet bakåt. Den rätar även ut hela ryggpartiet. M. erector spinae går från baksidan av korsbenet (os sacrum) och går uppåt ryggraden och fäster på ryggkotor, revben och ända upp på baksidan av skallbenet. Den består av M. Spinalis (mediala delen), M. Longissimus (mellersta delen) och M. Iliocostalis (laterala delen).
Denna muskel kan tränas genom att göra rygglyft.
En direkt antagonist till erector spinae är Rectus Abdominis.